# Найдьонов Павло Андрійович
Павло Андрійович Найдьонов (9 грудня 1905, місто Катеринослав, тепер Дніпро — 25 березня 1967, Херсон) — радянський комуністичний діяч. Депутат Верховної Ради СРСР 1—2-го скликань.

## Біографія
Народився у родині робітника листопрокатного цеху Катеринославського заводу Шодуар. Трудову діяльність розпочав у 1920 році розсильним в Амур-Нижньодніпровському районному комітеті КП(б)У. У 1921—1924 роках — наймит у заможного селянина села Івня Обоянського району Курської губернії, потім робітник в радгоспі імені Ілліча.
У 1924—1929 роках — пресувальник Катеринославського (Дніпропетровського) металургійного заводу імені Комінтерну.
Член ВКП(б) з грудня 1927 року.
З 1929 року — секретар комітету ЛКСМУ Дніпропетровського металургійного заводу імені Комінтерну. У 1931 році закінчив робітничий факультет і працював техніком-дослідником у відділі економіки праці Дніпропетровського металургійного заводу.
У 1931—1933 роках — курсант Ворошиловградської школи молодих пілотів. У 1933—1934 роках — пілот-інструктор на Тушинському аеродромі міста Москви.
У 1934—1936 роках — заступник начальника політичного відділу Братолюбівської машинно-тракторної станції Долинського району Дніпропетровської області. У 1936—1937 роках — заступник директора по політичній частині Ульянівської машинно-тракторної станції Васильківського району Дніпропетровської області.
У листопаді 1937 — лютому 1938 р. — 2-й секретар Васильківського районного комітету КП(б)У Дніпропетровської області. У лютому — червні 1938 р. — 1-й секретар Мелітопольського районного комітету КП(б)У Дніпропетровської області.
У червні 1938 — 1939 р. — завідувач сільськогосподарським відділом Дніпропетровського обласного комітету КП(б)У. У 1939 — січні 1940 р. — секретар Дніпропетровського обласного комітету КП(б)У по кадрах. У січні — червні 1940 р. — 3-й секретар Дніпропетровського обласного комітету КП(б)У.
У червні 1940 — серпні 1941 р. — голова виконавчого комітету Дніпропетровської обласної ради депутатів трудящих.
З вересня 1941 — член Оперативної групи Військової ради Південного фронту. У листопаді 1941 — жовтні 1943 р. — член Військової ради 37-ї армії. Учасник Другої світової війни.
У жовтні 1943 — лютому 1944 р. — голова виконавчого комітету Дніпропетровської обласної ради депутатів трудящих.
У лютому 1944 — листопаді 1947 року — 1-й секретар Дніпропетровського обласного і міського комітетів КП(б)У.
У 1948—1950 роках — начальник Львівського обласного управління легкої промисловості.
У жовтні 1950 — березні 1955 року — заступник голови виконавчого комітету Львівської обласної ради депутатів трудящих.
У 1955—1957 роках — заступник начальника об'єднання «Укргаз».
У липні 1957 — лютому 1960 року — заступник голови виконавчого комітету Херсонської обласної ради депутатів трудящих.
У жовтні 1960 — 1962 року — заступник голови Ради народного господарства Херсонського економічного адміністративного району.
У 1962 — березні 1967 р. — директор Херсонського «Радгоспвинтресту».

## Звання
- полковник

## Нагороди
- два ордени Леніна
- орден Трудового Червоного Прапора
- орден Червоного Прапора (1943)
- орден Вітчизняної війни 1-го ст. (1945)
- медалі